# 楽天カード
楽天カード株式会社（らくてんカード、英: Rakuten Card Co., Ltd.）は、 東京都港区南青山に本社を置く、日本の大手クレジットカード会社・貸金業者（消費者金融会社）。楽天グループ株式会社の連結子会社であり、同名のクレジットカード「楽天カード」を発行する。

## 歴史
2001年12月6日にあおぞら銀行とオリックスおよび子会社（当時）のオリックス・クレジットと共同で株式会社あおぞらカードとして設立し、銀行系消費者金融として「マイワン（MY ONE）」名称のローンカード事業を開始する。
2004年9月16日に楽天があおぞら銀行とオリックスグループの持分取得により子会社化。2004年11月29日に楽天クレジット株式会社へ社名変更し、「マイワン」の名称でローンカード事業を継続していた。
2009年4月にマイワン事業とその正常債権を楽天が買収したイーバンク銀行へ会社分割の方法により譲渡することになり、「イーバンク銀行のカードローン マイワン」となる。楽天クレジットは会社分割時点でマイワン事業で生じた不良債権の保有・管理業務と「イーバンク銀行のカードローン マイワン」の保証会社として事業を行っていた。「イーバンク銀行のカードローン マイワン」は、2010年に楽天銀行への行名変更により「楽天銀行スーパーローン」へと改称した。
2011年6月に、それまで「楽天KCカード」「楽天カード（楽天との提携カード）」などクレジットカード事業を扱っていた楽天グループの楽天KC（旧:国内信販）が、「楽天KCカード」「楽天MONEYカード（既に募集停止）」事業とそれに付随するショッピング・キャッシング債権など一部資産がJトラストへ売却されKCカードへ商号変更され、同社の「楽天カード」に付随するクレジットカード事業は会社分割のうえ楽天クレジットが吸収することが発表された。また、「楽天VIP Loan Card」事業の承継により、「マイワン」の譲渡以降、再び自社で消費者金融事業を展開することになった。
そして同年8月1日に「楽天カード」事業は会社分割により楽天クレジットが吸収し、楽天カード株式会社へと社名変更した。
2019年4月、楽天グループの再編により、楽天株式会社の金融事業子会社（楽天銀行、楽天証券、楽天インシュアランスホールディングス等）の株式を承継し、子会社化。これにより、楽天Edy及び楽天ペイ等を除く同グループの主要金融事業を傘下に置くことになった。
しかし、2022年には再度グループ再編により、4月に楽天銀行株式会社の株式を楽天グループ株式会社へ承継し、同年10月には楽天証券株式会社および楽天投信投資顧問株式会社の株式を楽天グループ株式会社傘下として新設された楽天証券ホールディングス株式会社へ承継している。
2024年4月1日、楽天グループと楽天銀行は、グループのフィンテック事業再編に向けて協議することで合意したと発表した。楽天銀行、楽天カード、楽天証券ホールディングス、楽天インシュアランスホールディングスなどの金融事業全体を1つのグループに集約する組織再編を想定しており、再編の実施は2025年1月を予定していた。
2024年11月13日、楽天カードはみずほフィナンシャルグループとの間で資本業務提携を締結。みずほフィナンシャルグループは同年12月1日に楽天グループから本企業の株式14.99%を取得した。また、楽天カードと楽天グループはみずほフィナンシャルグループ並びにその傘下の銀行・カード会社3社との間で業務提携契約を締結。提携カード「みずほ楽天カード」の発行やアクワイアリングなどの共通業務の効率化を行うことで合意した。なお、この資本業務提携に先立ち、前述の楽天グループ金融4社の組織再編は2024年9月に中止した。

## 事業内容

### クレジットカード事業

#### 楽天カード
楽天カード株式会社が発行するクレジットカード。2020年6月時点で2,000万人の会員を抱える。2017年4～9月期には取扱高が約3兆円に達し、三菱UFJニコスなどを抜き、自社発行ベースで初めて首位に立った。
クレジットカードの明細書は公式サイト上の「楽天e-NAVI」で閲覧することを基本としており、郵送（紙）発行は有料で月132円(税込)がかかる。
ショッピングの利用で楽天ポイントが貯まる（税込100円未満は除く）。通常100円(税込)あたり1ポイントが付与されるが、楽天Edyへのチャージおよび楽天ペイ経由でのSuicaチャージは200円(税込)毎に1ポイントの付与、それ以外の経路での各種電子マネーチャージなどではポイント付与の対象外になるなど、対象外の取引が存在する。また、カードに付属のEdy機能を使うと200円(税込)あたり1ポイントが付与される。なお、Edy機能の付帯には300円(税抜)の手数料がかかる。
クレジット払いでのカードの締日は毎月月末締め、翌月27日（金融機関が休業日の場合は翌営業日）に、指定口座から自動引落される。利用日から最長60日・最短27日の支払猶予がある。

##### 国際ブランド
MastercardとVisaのプリンシパルメンバーであるが、株式会社ジェーシービー（JCB）と提携したJCBブランドのクレジットカードも発行している。また、2018年9月からAMERICAN EXPRESSと提携したAMERICAN EXPRESSブランドのクレジットカードも発行を開始した。 但し、一部のカードは国際ブランドの選択肢が限られる場合がある。従来、加盟店開拓はVisaブランドのみだったようでMastercardオフィシャルサイトの「ご加盟店を検討されている方へ」ページには楽天KC時代から記載されていなかったが、2011年12月ごろからMastercardブランドの加盟店開拓も開始した模様。

##### プロパーカード
プロパーカードは「楽天カード」で、以下の種類を発行している。
- 楽天カード（Visa, Mastercard, JCB, AMERICAN EXPRESS）
- 楽天PINKカード（女性向けカード。Visa, Mastercard, JCB, AMERICAN EXPRESS）
- 楽天ゴールドカード（廉価ゴールドカード。Visa, Mastercard, JCB）
- 楽天プレミアムカード（ゴールドカード。Visa, Mastercard, JCB, AMERICAN EXPRESS）
- 楽天ブラックカード（プラチナカード。Mastercard、JCB, AMERICAN EXPRESS）
- 楽天カード アカデミー（学生カード。Visa, JCB）
- 楽天銀行カード（楽天銀行キャッシュカード一体型。楽天ポイントカード及び楽天Edy未搭載。JCB）
- 楽天ビジネスカード（楽天ポイントカード及び楽天Edy未搭載。Visa）

##### 提携カード
- 楽天ANAマイレージクラブカード（Visa, Mastercard, JCB）
- アルペングループ 楽天カード（Mastercard）
- ヴィッセル神戸 オフィシャルサポーターズカード V-style（新規発行終了）
- 楽天イーグルスカード（新規発行終了）
- HOME'S楽天カード（新規発行終了）
- EX FAMILY カード（新規発行終了）
- FCバルセロナ オフィシャル楽天カード（新規発行終了）
- 楽天ETCカード（ETC専用。他の楽天カードの子カードとして発行）
- 楽天VIP Loan Card（「楽天MONEYカード（新規募集停止）」の後継として2010年に募集開始したローンカード。MONEYカード事業と債権は楽天KCが社名変更したKCカードが保有する。）

### その他事業
- 金融機関提携保証（「楽天銀行スーパーローン」の信用保証）
- タクシーチケット事業（旧国内信販の事業を承継）
- オンラインメディア事業（みんなのマネ活）

## 加盟する信用情報機関
クレジットカードなどの信用審査を行う為に以下の信用情報機関に加盟する。
- 株式会社シー・アイ・シー(CIC)
- 株式会社日本信用情報機構(JICC)

## 関連会社
国内
- 楽天カードサービス株式会社
- 楽天ペイメント株式会社
- 楽天Edy株式会社

海外
- 台灣樂天信用卡股份有限公司

## 主なスポンサー番組

### 現在放送中（2020年12月現在）
一社提供
- 国分太一のお気楽さんぽ ～Happy Go Lucky〜（2020年4月 - 、フジテレビ）

複数社提供
- オールナイトニッポン（2020年4月 - 、ニッポン放送）火・土曜のみ
  - 星野源のオールナイトニッポン（2020年5月 - ）
  - オードリーのオールナイトニッポン
  - 福山雅治 福のラジオ（2019年4月 - 、TOKYO FM）
  - 山下達郎のサンデー・ソングブック（2020年4月 - 、TOKYO FM[21]）

### 過去
複数社提供
- サンデーモーニング（TBS）
- さんまのスーパーからくりTV（TBS）
- ナインティナイン岡村隆史のオールナイトニッポン（2020年4月2日 - 23日、ニッポン放送）
- JFN時報　2021年4月。期間限定放送。　川平慈英扮する楽天カードマンがナレーションを担当していた。平日15時に放送されていた。2023年12月現在はその枠にカーベル→文化シヤッターが提供についている。